# Comté de Crow Wing
Le comté de Crow Wing est situé dans l’État du Minnesota, aux États-Unis. Il comptait 66 123 habitants en 2020. Son siège est Brainerd.